# .cn
.cn es el dominio de nivel superior geográfico (ccTLD) asignado a la República Popular China. La administración de nombres de dominio en China continental se gestiona a través de una rama del Ministerio de Industria e Información. El registro lo mantiene el Centro de Información de la Red de Internet de China (CNNIC). Las entidades relacionadas con Hong Kong y Macao utilizan el .hk y el .mo respectivamente.

## Dominios de segundo nivel
Cualquier persona puede registrar nombres de dominio de segundo nivel. Sin embargo, el registro ha creado un conjunto de dominios de segundo nivel predefinidos para determinados tipos de organizaciones y ubicaciones geográficas. Los registros para estos dominios de tercer nivel estuvieron disponibles antes de que los dominios de segundo nivel estuvieran disponibles en 2003, y los registrantes de dominios de tercer nivel tuvieron prioridad para los nombres de segundo nivel.

### Dominios genéricos de segundo nivel
- ac.cn : Instituciones académicas y de investigación
- com.cn : Empresas industriales, comerciales, financieras y particulares
- edu.cn : Instituciones educativas (normalmente universidades y colegios)
- gov.cn : Departamentos gubernamentales (tanto del gobierno central como de los gobiernos locales)
- mil.cn : Organizaciones militares
- net.cn : Redes, NICs y NOCs
- org.cn : Organizaciones sin ánimo de lucro

### Dominios de segundo nivel de las provincias
Las abreviaturas de dos letras son las mismas que se encuentran en GB/T 2260-2002.
- ah.cn : Provincia de Anhui
- bj.cn : Municipio de Pekín
- cq.cn : Municipio de Chongqing
- fj.cn : Provincia de Fujian
- gd.cn : Provincia de Guangdong
- gs.cn : Provincia de Gansu
- gz.cn : Provincia de Guizhou
- gx.cn : Provincia de Guangxi
- ha.cn : Provincia de Henan
- hb.cn : Provincia de Hubei
- he.cn : Provincia de Hebei
- hi.cn : Provincia de Hainan
- hl.cn : Provincia de Heilongjiang
- hk.cn : Región Administrativa Especial de Hong Kong
- hn.cn : Provincia de Hunan
- jl.cn : Provincia de Jilin
- js.cn : Provincia de Jiangsu
- jx.cn : Provincia de Jiangxi
- ln.cn : Provincia de Liaoning
- mo.cn : Región Administrativa Especial de Macao
- nm.cn : Región Autónoma de Mongolia Interior
- nx.cn : Región Autónoma de Ningxia
- qh.cn : Provincia de Qinghai
- sc.cn : Provincia de Sichuan
- sd.cn : Provincia de Shandong
- sh.cn : Municipio de Shanghái
- sn.cn : Provincia de Shaanxi
- sx.cn : Provincia de Shanxi
- tj.cn : Municipio de Tianjin
- tw.cn : Provincia de Taiwán
- xj.cn : Región Autónoma de Xinjiang
- xz.cn : Región Autónoma de Xizang
- yn.cn : Provincia de Yunnan
- zj.cn : Provincia de Zhejiang

### Nombres de dominio internacionalizados con caracteres chinos
Los nombres de dominio internacionalizados con caracteres chinos pueden registrarse en el segundo nivel bajo el dominio de primer nivel .cn.
El 25 de junio de 2010, ICANN aprobó el uso de los dominios de primer nivel internacionalizados con código de país .中国 (China en caracteres chinos simplificados, nombre DNS xn--fiqs8s) y .中國 (China en caracteres chinos tradicionales, nombre DNS xn--fiqz9s) por parte de CNNIC. Estos dos TLD se añadieron al DNS en julio de 2010.
El CNNIC propuso por aquel entonces nombres de dominio chinos en .公司 (".com" en chino) y .网络 (".net" en chino). Sin embargo, aún no han sido reconocidos por la ICANN y sólo están disponibles a través de los registradores de nombres de dominio nacionales.
Posteriormente se han registrado otros 15 nombres de dominio genéricos con caracteres chinos. 